# Вильнянский, Соломон Иосифович
Соломо́н Ио́сифович Вильнянский (укр. Соломон Йосипович Вільнянський; 15 (27) мая 1885, Павлоград — 18 октября 1966, Харьков) — советский учёный-правовед, специалист в области частного права. Профессор (1938), доктор юридических наук (1947). Заслуженный деятель науки и техники Украинской ССР.
Практически всю жизнь посвятил работе в Харьковском юридическом институте (ныне Национальный юридический университет имени Ярослава Мудрого), где был заведующим и профессором кафедры гражданского права, заместителем директора по учебной и научной работе. С 1948 по 1950 год исполнял обязанности директора этого ВУЗа.

## Биография
Соломон Вильнянский родился 15 мая (по старому стилю) 1885 года в Павлограде Екатеринославской губернии, в многодетной семье павлоградского мещанина (позднее купца) Иосифа Соломоновича Вильнянского (1847 — 28 февраля 1919, Харьков) и Малки Монисовны Вильнянской (1858 — 10 ноября 1904, Павлоград). У него были сёстры Шейндель (1880), Ревекка (Ривка, 1882), Сося (София, 1884), Любовь (Либа, в замужестве Грачевская, 1887), Полина (1895); брат Яков (1889). С 1904 по 1906 годы учился в Женевском университете. В 1910 году окончил юридический факультет Харьковского университета. В 1912 году занялся адвокатской деятельностью в Харькове. Некоторое время в 1917—1918 году трудился в редакции издания «Извѣстія». В 1918 году начал работать в Народном комиссариате юстиции Украинской ССР на должности консультанта.
В первых числах сентября 1920 года Соломону Иосифовичу поступило предложение стать преподавателем на правовом факультете вновь образованного Харьковского института народного хозяйства, и вскоре он стал работать в этом ВУЗе. В 1923 году, ещё будучи преподавателем, он опубликовал свои первые научные труды, в которых изложил правовые аспекты проблематики жилищного найма и строительства. Одновременно с этим активно занимался научно-практической деятельностью: он принимал участие в написании Гражданского кодекса Украинской ССР 1922 года и Гражданско-процессуального кодекса Украинской ССР 1924 года.
Спустя восемь лет работы в ВУЗе занял должность профессора. На этой должности занимался, в частности, исследованием правового аспекта обобществлённой части народного хозяйства. После реорганизации Харьковского института народного хозяйства и создания Всеукраинского (затем — Харьковского) института советского строительства и права, занял в последнем должность профессора, а после его реорганизации в Харьковский юридический институт (ХЮИ) в 1937 году возглавил кафедру гражданского права (1938—1940). 17 ноября 1938 года Вильнянскому было присвоено учёное звание профессора. Одновременно с научно-педагогической работой он занимался административной. Так, в 1937—1938 годах он был помощником заведующего учебной частью ХЮИ по научно-методической работе, а также в довоенный период являлся заместителем директора ХЮИ по учебной и научной работе.
С началом Великой Отечественной войны в августе 1941 года ряд профессоров Харьковского юридического института были переведены на работу в разные юридические ВУЗы СССР, которые находились вдали от линии фронта. Данные о профессоре Вильнянском в этот период разнятся. Согласно одним источникам он работал в Казанском юридическом институте, где занимал должности профессора (1941—1942) и заведующего кафедрой гражданского права (1942—1944), а также заместителя директора по научной и учебной работе (1942—1944). Согласно другим он был направлен в Саратовский юридический институт, а в октябре 1943 году вернулся в Харьков, став первым преподавателем ХЮИ, возвратившимся из эвакуации. Ещё одни источники утверждают, что Вильнянский преподавал в Казанском юридическом институте до 1943 года, а завершил работать в нём в 1944 году и в январе того же года вернулся в Харьков.
После возвращения из эвакуации Соломон Иосифович вновь занял должность заместителя директора по учебной и научной части и заведующего кафедрой гражданского процесса «родного» ВУЗа. В послевоенные годы наряду с другими руководителями Харьковского юридического института активно участвовал в восстановлении учебного заведения. В апреле 1947 года во Всесоюзном институте юридических наук Соломон Иосифович защитил диссертацию на соискание учёной степени доктора юридических наук по теме «Судебная практика (к вопросу об источниках права)». Соответствующая учёная степень была присвоена ему в том же году. В 1948 году он вступил в ВКП(б) и тогда же был назначен исполняющим обязанности директора Харьковского юридического института (продолжал им оставаться до 1950 года). В тот же период руководил работой студенческого кружка на кафедре гражданского права.
В 1950 году стал заведующим кафедрой гражданского права ХЮИ. В 1957 году С. И. Вильнянский был включён в состав редакционной коллегии вновь созданного журнала «Известия высших учебных заведений. Правоведение». С 1960 года был профессором кафедра гражданского права ХЮИ.
Соломон Иосифович Вильнянский скончался 8 октября 1966 года в Харькове.

## Подготовка учёных и специалистов
Соломон Вильнянский стал научным руководителем для почти 20-ти кандидатов юридических наук. Среди учёных, которые под его руководством защитили свои кандидатские диссертации В. Ф. Маслов (1951), А. А. Пушкин (1952) и А. М. Немков (1964). Также он являлся официальным оппонентом на защите диссертации у А. М. Рябова (1962) и З. М. Соколовского (1949).
Советский партийный и украинский политический деятель Г. К. Крючков охарактеризовал своих институтских наставников, которые для него были примерами для подражания, в число которых входил и Соломон Иосифович, как принципиальных людей, которые не поддавались конъюнктуре, а жили по закону и по совести.

## Семья
Жена — Софья Ариевна Вильнянская. Сыновья Виктор (2 июня 1910, Харьков); Аркадий (23 мая 1919, Харьков).

## Награды
Соломон Иосифович был удостоен следующих наград:
- Почётное звание «Заслуженный деятель науки и техники Украинской ССР»;
- Медаль «За доблестный труд в Великой Отечественной войне 1941—1945 гг.»;
- Почётная грамота Президиума Верховного Совета УССР (Указ Президиума Верховного Совета Украинской ССР от 8 февраля 1946) — «за заслуги в области юридических наук»[30].